# DDR-Meisterschaft im Straßenrennen 1980
Die DDR-Meisterschaft im Straßenrennen 1980 fand am 10. August in Hohenstein-Ernstthal im Landkreis Zwickau statt und wurde als Eintagesrennen ausgetragen.

## Strecke
Das Rennen führte über einen Rundkurs von 8,6 Kilometern, der aus 20 Runden bestand. Dies war die Originalstrecke des Schleizer Dreieckkurses, auf dem häufig Motorradrennen stattfanden. Diese Strecke war 172 Kilometer lang und durch ein ständig wechselndes Profil gekennzeichnet. Start und Ziel waren in Zeitz.

## Rennverlauf
47 Radrennfahrer der DDR-Leistungsklasse sowie die besten Fahrer aus den Betriebssportgemeinschaften (BSG) traten zu diesem Straßenradrennen an, darunter alle Fahrer der DDR-Nationalmannschaft. Bis zur 16. Runde entstanden mehrere Spitzengruppen in wechselnder Zusammensetzung. In dieser Runde setzte sich Hans-Joachim Hartnick mit einem Solo ab. In der letzten Runde fuhr Martin Goetze allein zum Führenden auf. In der Zielkurve setzte sich Goetze von seinem Begleiter ab und gewann mit einigen Sekunden Vorsprung den Titel.

## Ergebnis
|     | Fahrer                | Verein                        | Zeit (h)       |
| --- | --------------------- | ----------------------------- | -------------- |
| 01. | Martin Goetze         | SC DHfK Leipzig               | 4:34:48        |
| 02. | Hans-Joachim Hartnick | SC Cottbus                    | + 0:06 Minuten |
| 03. | Falk Boden            | ASK Vorwärts Frankfurt (Oder) | + 2:04 Minuten |
| 04. | Hardy Gröger          | ASK Vorwärts Frankfurt (Oder) | + 2:04 Minuten |
| 05. | Mathias Vierke        | ASK Vorwärts Frankfurt (Oder) | + 2:04 Minuten |
| 06. | Jörg Köhler           | SG Wismut Gera                | + 2:04 Minuten |
| 0 … |                       |                               |                |

## Weblink
- DDR-Meisterschaft im Straßenradsport in der Datenbank von Radsportseiten.com